# La Chapelle-Gauthier (Eure)
Pour les articles homonymes, voir La Chapelle-Gauthier et La Chapelle.
La Chapelle-Gauthier est une commune française située dans le département de l'Eure, en région Normandie.

## Géographie

### Localisation
La Chapelle-Gauthier est une commune située dans l'ouest du département de l'Eure et limitrophe de celui du Calvados. Selon l'atlas des paysages de Haute-Normandie, elle appartient à la région naturelle du Lieuvin. Toutefois, l'Agreste, le service de la statistique et de la prospective du ministère de l'Agriculture, de l'Agroalimentaire et de la Forêt, la classe au sein du pays d'Auge (en tant que région agricole).
|                                                             | Saint-Jean-du-Thenney, Saint-Aubin-du-Thenney | Broglie               |
| La Vespière-Friardel (comm. dél. de La Vespière) (Calvados) | La Chapelle-Gauthier                          | La Trinité-de-Réville |
| La Folletière-Abenon (Calvados)                             | La Goulafrière                                |                       |

### Hydrographie
La commune est située dans le bassin Seine-Normandie. Elle n'est drainée par aucun cours d'eau,.

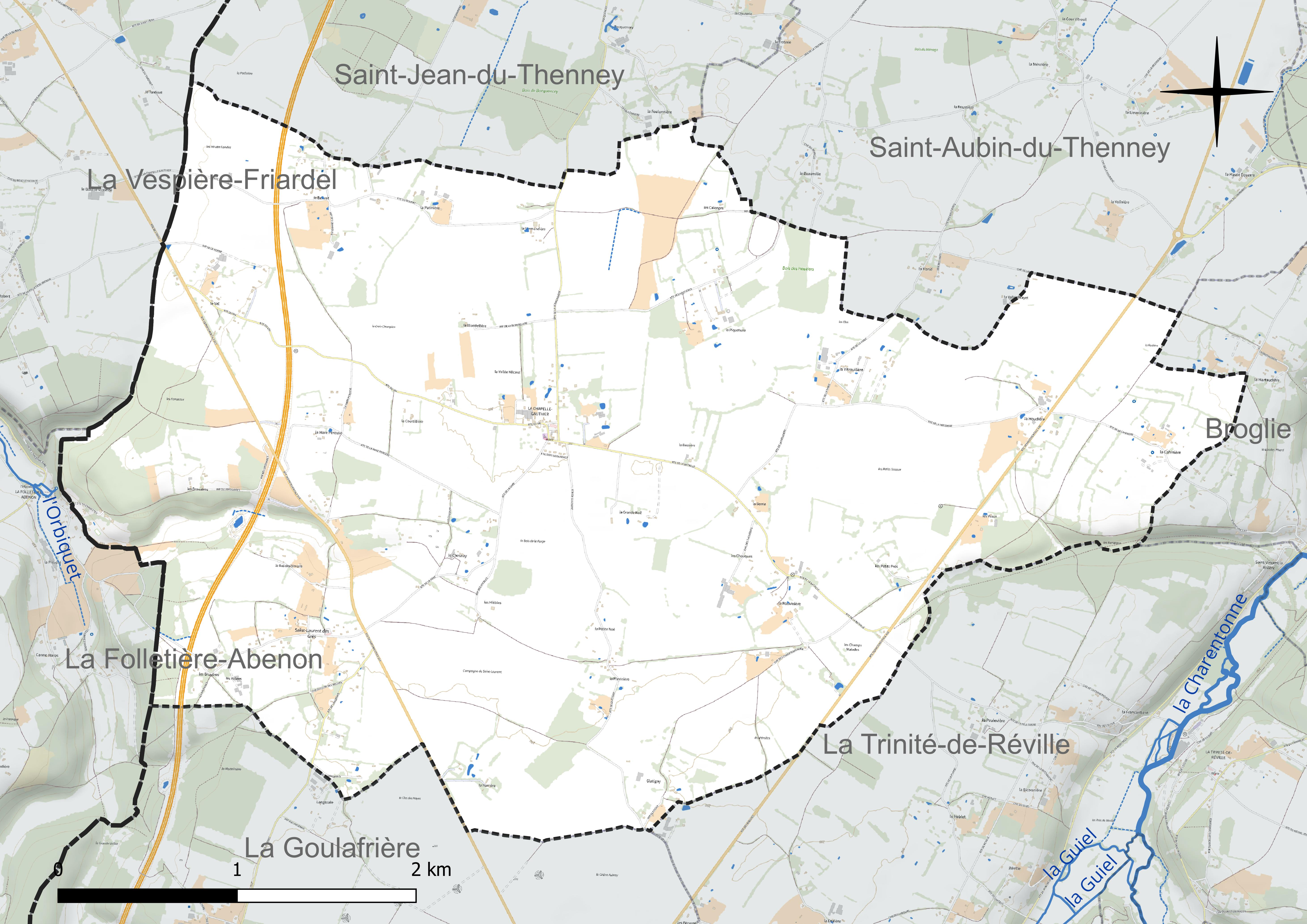
Réseau hydrographique de la Chapelle-Gauthier.

### Climat
Pour des articles plus généraux, voir Climat de la Normandie et Climat de l'Eure.
En 2010, le climat de la commune est de type climat océanique dégradé des plaines du Centre et du Nord, selon une étude du CNRS s'appuyant sur une série de données couvrant la période 1971-2000. En 2020, Météo-France publie une typologie des climats de la France métropolitaine dans laquelle la commune est exposée à un climat océanique et est dans une zone de transition entre les régions climatiques « Côtes de la Manche orientale » et « Normandie (Cotentin, Orne) ». Parallèlement le GIEC normand, un groupe régional d’experts sur le climat, différencie quant à lui, dans une étude de 2020, trois grands types de climats pour la région Normandie, nuancés à une échelle plus fine par les facteurs géographiques locaux. La commune est, selon ce zonage, exposée à un « climat contrasté des collines », correspondant au Pays d’Auge, Lieuvin et Roumois, moins directement soumis aux flux océaniques et connaissant toutefois des précipitations assez marquées en raison des reliefs collinaires qui favorisent leur formation.
Pour la période 1971-2000, la température annuelle moyenne est de 9,9 °C, avec  une amplitude thermique annuelle de 13,5 °C. Le cumul annuel moyen de précipitations est de 836 mm, avec 12,7 jours de précipitations en janvier et 8,7 jours en juillet. Pour la période 1991-2020, la température moyenne annuelle observée sur la station météorologique la plus proche, située sur la commune de Bernay à 15 km à vol d'oiseau, est de 10,9 °C et le cumul annuel moyen de précipitations est de 666,9 mm,. Pour l'avenir, les paramètres climatiques de la commune estimés pour 2050 selon différents scénarios d’émission de gaz à effet de serre sont consultables sur un site dédié publié par Météo-France en novembre 2022.

## Urbanisme

### Typologie
Au 1er janvier 2024, La Chapelle-Gauthier est catégorisée commune rurale à habitat très dispersé, selon la nouvelle grille communale de densité à 7 niveaux définie par l'Insee en 2022.
Elle est située hors unité urbaine et hors attraction des villes,.

### Occupation des sols
L'occupation des sols de la commune, telle qu'elle ressort de la base de données européenne d’occupation biophysique des sols Corine Land Cover (CLC), est marquée par l'importance des territoires agricoles (93,9 % en 2018), une proportion identique à celle de 1990 (93,9 %). La répartition détaillée en 2018 est la suivante : 
terres arables (64,9 %), prairies (29 %), forêts (6,1 %). L'évolution de l’occupation des sols de la commune et de ses infrastructures peut être observée sur les différentes représentations cartographiques du territoire : la carte de Cassini (XVIIIe siècle), la carte d'état-major (1820-1866) et les cartes ou photos aériennes de l'IGN pour la période actuelle (1950 à aujourd'hui).

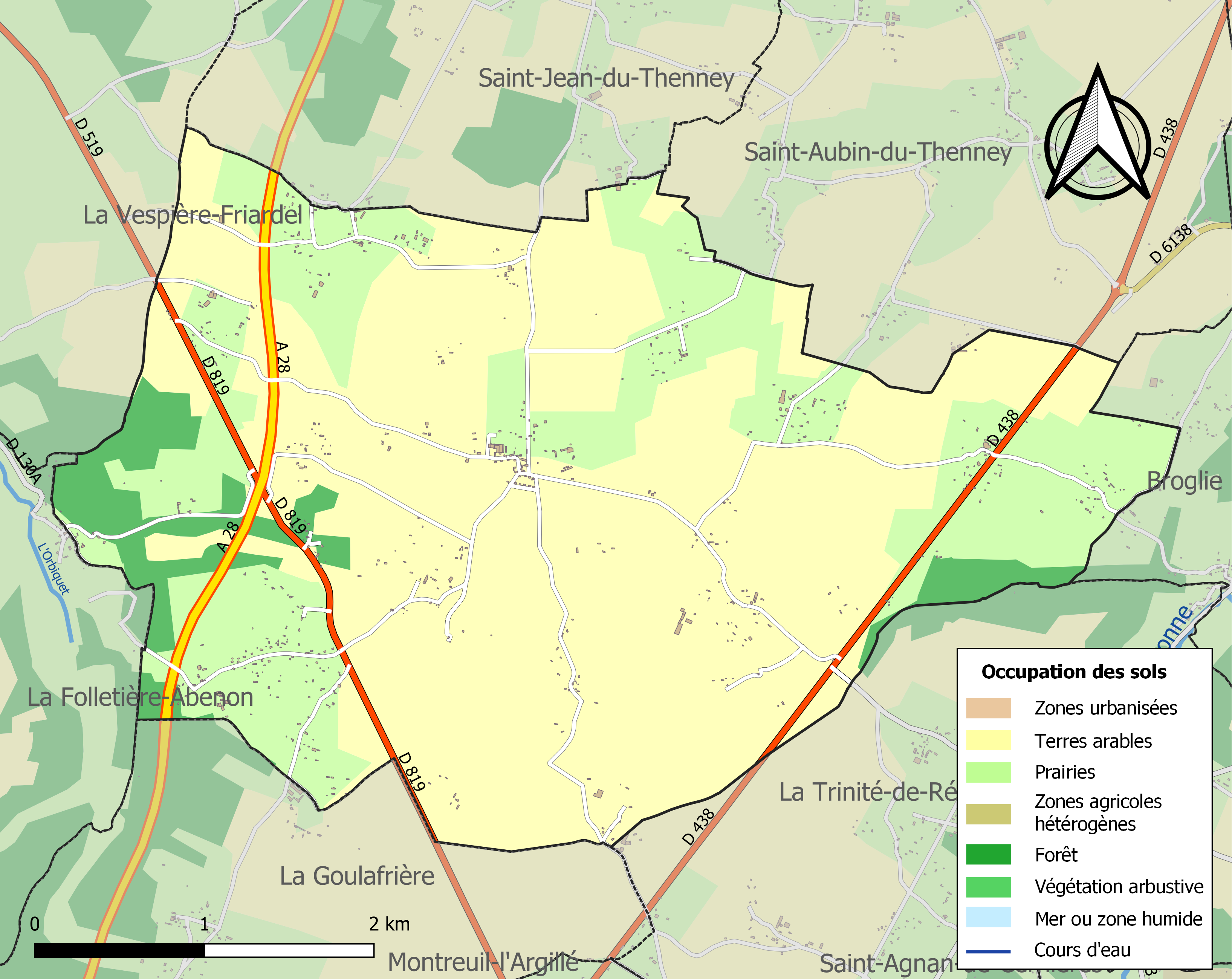
Carte des infrastructures et de l'occupation des sols de la commune en 2018 (CLC).

## Toponymie
Le nom de la localité est attesté sous la forme Capella Galteri vers 1350
Le second élément -Gauthier est un nom de personne, en l’espèce le nom d'homme très usuel Gauthier / Gautier, tiré du germanique Walterus ou, autrement dit, du francique Walthêr.

## Histoire
Au XVIe siècle, le village de La Chapelle-Gauthier a donné son nom à la Jacquerie des gautiers un célèbre épisode des guerres de Religion.
La Jacquerie des gautiers se déroule dans le contexte des guerres de Religion, alors que la situation économique est préoccupante. Elle tire son nom du village de La Chapelle-Gauthier d'où la révolte partit en 1587, à la suite du viol d’une femme par un soldat. Les révoltés sont rejoints par les villageois des alentours et réunissent 16 000 hommes. La révolte est surtout anti-fiscale.
La Ligue catholique contrôle vite la révolte, et les gentilshommes ligueurs ultra-catholiques en prennent la tête. La Ligue les envoie combattre les troupes royales de Montpensier et la plupart des Gautiers sont massacrés en 1589.
Commune accrue en 1845 de Saint-Laurent-des-Grès.

## Politique et administration
| Période                                  | Période   | Identité             | Étiquette | Qualité |
| ---------------------------------------- | --------- | -------------------- | --------- | ------- |
|                                          |           | Louis Paul Sevaistre |           |         |
| mars 2001                                | mars 2008 | Jean-Claude Guemier  |           |         |
| mars 2008                                |           | Pascal Laignel       |           |         |
| Les données manquantes sont à compléter. |           |                      |           |         |

## Démographie
L'évolution du nombre d'habitants est connue à travers les recensements de la population effectués dans la commune depuis 1793. Pour les communes de moins de 10 000 habitants, une enquête de recensement portant sur toute la population est réalisée tous les cinq ans, les populations de référence des années intermédiaires étant quant à elles estimées par interpolation ou extrapolation. Pour la commune, le premier recensement exhaustif entrant dans le cadre du nouveau dispositif a été réalisé en 2005.

En 2022, la commune comptait 406 habitants, en évolution de +0,5 % par rapport à 2016 (Eure : −0,25 %, France hors Mayotte : +2,11 %).
| 1793 | 1800 | 1806 | 1821 | 1831 | 1836 | 1841 | 1846 | 1851 |
| ---- | ---- | ---- | ---- | ---- | ---- | ---- | ---- | ---- |
| 590  | 520  | 533  | 507  | 495  | 482  | 496  | 682  | 661  |

| 1856 | 1861 | 1866 | 1872 | 1876 | 1881 | 1886 | 1891 | 1896 |
| ---- | ---- | ---- | ---- | ---- | ---- | ---- | ---- | ---- |
| 625  | 606  | 579  | 537  | 534  | 518  | 528  | 528  | 528  |

| 1901 | 1906 | 1911 | 1921 | 1926 | 1931 | 1936 | 1946 | 1954 |
| ---- | ---- | ---- | ---- | ---- | ---- | ---- | ---- | ---- |
| 464  | 454  | 473  | 445  | 463  | 468  | 433  | 470  | 473  |

| 1962 | 1968 | 1975 | 1982 | 1990 | 1999 | 2005 | 2006 | 2010 |
| ---- | ---- | ---- | ---- | ---- | ---- | ---- | ---- | ---- |
| 437  | 426  | 365  | 349  | 350  | 381  | 358  | 353  | 400  |

| 2015 | 2020 | 2022 | - | - | - | - | - | - |
| ---- | ---- | ---- | - | - | - | - | - | - |
| 409  | 410  | 406  | - | - | - | - | - | - |

## Culture locale et patrimoine

### Lieux et monuments
- Église Notre-Dame
- Église Saint-Laurent (hameau de Saint-Laurent-des-Grès)[Note 3]

### Patrimoine naturel

#### Sites classés
- Les ifs situés dans le cimetière communal  Site classé (1929)[25] ;
- L'if situé dans le cimetière Saint-Laurent  Site classé (1929)[26].

## Personnalités liées à la commune
Les familles Lesage et Froville ont représenté la mairie de Saint-Laurent-des-Grès jusqu'en 1845, appelée ensuite commune de La Chapelle-Gauthier. Un vitrail offert par la famille Lesage est toujours présent dans l'église.